# Клеменс, Фридрих
Фридрих Клеменс (нем. Jakob Franz Friedrich Clemens; 4 октября 1815, Кобленц — 24 февраля 1862, Рим) — немецкий католический философ.
Был доцентом в Бонне, затем профессором в Мюнстере. Главное сочинение: «Giordano Bruno u. Nicolaus von Cusa» (1847). В этом, а также в других полемических и догматических сочинениях, Клеменс стоял на строго-ортодоксальной точке зрения и защищал философский авторитет Фомы Аквинского.